# Station Hviding
Station Hviding is een station in Egebæk   in de gemeente Esbjerg in het zuiden van Denemarken. Het station wordt bediend door de trein van Esbjerg naar Tønder. Op werkdagen rijdt ieder uur een trein in beide richtingen. Het oorspronkelijke stationsgebouw wordt niet meer gebruikt maar is nog wel aanwezig. Het is in gebruik als woonhuis.